# Courçais
Courçais é uma comuna francesa na região administrativa de Auvérnia-Ródano-Alpes, no departamento Allier. Estende-se por uma área de 25,92 km². Em 2010 a comuna tinha 327 habitantes (densidade: 12,6 hab./km²).